# Alena Vašková
Alena Vašková, provdaná Alena Neštická (* 8. listopadu 1975 Rožnov pod Radhoštěm) je česká tenisová trenérka a bývalá profesionální hráčka – mistryně České republiky ve dvouhře žen pro rok 2003. Ve své kariéře nevyhrála na okruhu WTA Tour žádný turnaj. V rámci okruhu ITF získala osm titulů ve dvouhře a jedenáct ve čtyřhře.
Na žebříčku WTA byla ve dvouhře nejvýše klasifikována v červenci 2001 na 115. místě a ve čtyřhře pak v dubnu 2002 na 135. místě. Trénoval ji otec Arnošt Vašek. V roce 1992 absolvovala střední oděvní školu.

## Tenisová kariéra
V sezóně 1994 vyhrála turnaj ITF ve švýcarském Langenthalu. V roce 2003 se stala mistryní České republiky ve dvouhře žen, když ve finále porazila Lucii Hradeckou. Následující rok s ní na domácím šampionátu prohrála ve čtvrtfinále.
Na grandslamu US Open 2000 podlehla v prvním kole Portoričance Kristině Brandiové a na US Open 2003 také v úvodní fázi ruské turnajové jedenáctce Věře Zvonarevové 2–6 a 3–6. V posledním třetím kole kvalifikace na Australian Open 2003 podlehla Marii Šarapovové.
V českém fedcupovém týmu debutovala roku 2001 ve Světové skupině proti Rusku, když s Květou Peschkeovou prohrály čtyřhru s párem Jelena Lichovcevová a Naděžda Petrovová.
V sezóně 2001 se na québeckém Bell Challenge společně s krajankou Klárou Zakopalovou probojovaly do finále, v němž nestačily na americko-italský pár Samantha Reevesová a Adriana Serraová Zanettiová.

## Tituly na okruhu ITF

### Dvouhra
- 2004 – Langenthal (antuka)
- 2003 – $25 000 Darmstadt (antuka)
- 2000 – $25 000 Puchheim (antuka)
- 2000 – $25 000 Plzeň (antuka)
- 2000 – $25 000 Verona (antuka)
- 1998 – $10 000 Biel (antuka, hala)
- 1998 – $25 000 Průhonice (antuka)

### Čtyřhra
- 2000 – $25 000 Makarska (antuka), spoluhráčka: Eva Martincová
- 1998 – $10 000 Bossonnens (antuka, hala), spoluhráčka: Zuzana Hejdová
- 1997 – $10 000 Olsztyn (antuka), spoluhráčka: Jana Ondrouchová
- 1997 – $10 000 St. Raphael (tvrdý, hala), spoluhráčka: Hana Šromová
- 1996 – $25 000 Puchheim (antuka), spoluhráčka: Eva Martincová
- 1996 – $25 000 Wahlscheid (antuka), spoluhráčka: Jana Pospíšilová -
- 1996 – $25 000 Nuriootpa (tvrdý), spoluhráčka: Eva Martincová